# Zigera flavomaculata
Zigera flavomaculata là một loài bướm đêm trong họ Noctuidae.